# Brian Knobbs
Brian Yandrisovitz (født 6. maj 1964), bedre kendt som Brian Knobbs, er en amerikansk fribryder, som er bedst kendt som den ene halvdel af tag teamet The Nasty Boys. Han er tidligere WCW Hardcore mester. 